# Conostigmus nandobini
Conostigmus nandobini är en stekelart som beskrevs av Paul Dessart 1979. Conostigmus nandobini ingår i släktet Conostigmus och familjen trefåresteklar. Inga underarter finns listade i Catalogue of Life.